# سيمون نويل
سيمون نويل هو قاضي كندي، ولد في 17 نوفمبر 1947.